# مهیر بوچاغی
مهیر بوچاغی مربوط به سده‌های ۷ و ۸ ه.ق است و در شهرستان میانه، بخش کندوان، دهستان کندوان، ۵۰۰ متری جنوب شرقی روستای جهان دیز واقع شده و این اثر در تاریخ ۲۳ بهمن ۱۳۸۵ با شمارهٔ ثبت ۱۷۳۳۹ به‌عنوان یکی از آثار ملی ایران به ثبت رسیده است.